# Hans Jacob Debes
Hans Jacob Debes (17. juli 1940 – 26. januar 2003) var en færøsk forfatter, politiker og lektor ved Færøernes Universitet.
Han voksede op og gik i skole i Gjógv på den yderste nordøstkyst af øen Eysturoy, stod til søs i midten af 1950'erne, tog præliminæreksamen i 1959 og nysproglig studentereksamen i 1962. I København læste han historie og engelsk og blev cand. mag. i 1970. Han underviste ved 
Færøernes Gymnasium og HF kursus – Føroya Studentaskúli og HF-skeið -
indtil 1986, hvor han blev lektor ved Fróðskaparsteri Føroya. Samtidig blev han dr.phil. fra Universitetet i Island – Háskóli Íslands – med afhandlingen "Nú er tann stundin ..."  
og fra 1989 professor i almen og færøsk historie ved Færøernes Universitet – Fróðskaparsetur Føroya, "Færøernes videnskabssæde".
Fra 1986 til 1988 var han lagtingsmand for Tjóðveldi,
"Republikanerne" som er et socialt venstreorienteret politisk parti, der arbejder for at Færøerne en dag bliver en selvstændig nation, som på lige fod med de andre nordiske lande deltager i det nordiske samarbejde. Han tog sæde i Lagtinget efter at Erlendur Patursson døde i 1986.

## Priser
- Færøernes litteraturpris i 1986 (faglitteratur). Prisen kaldes Mentanarvirðisløn M. A. Jacobsens efter Mads Andreas Jacobsen (1891–1944)

## Udgivelser
- 1969 – Tjóðskaparrørslan og Føringafelagsstíðin. Formæli. Føringatíðindi.
- 1984 – Nú er tann stundin. Tjóðskaparrørsla og sjálvstýrispolitikkur til 1906. Við søguligum baksýni. (Doktararitgerð, doktordisputats).
- 1985 – Leitan eftir rótunum. Inngangur til Niels Winther: Færøernes Oldtidshistorie.
- 1987 – Nationale og etniske minoriteter i Norden i 1800- og 1900-tallet. Færøerne. Rapporter til den XX Nordiske Historikerkongres. Reykjavík 1987. Ritstj. Gunnar Karlsson.
- 1990 – Føroya søga 1. Norðurlond og Føroyar, Føroya Skúlabókagrunnur, Tórshavn.
- 1990 – De døde i livet – de levende døde. Søkelys på biografi- og memoarlitteratur. Seminar í Norðurlandahúsinum 1989.
- 1990 – Uten etikken befinder vi os let på den forkerte side. Etikk i politikk og journalistikk. Seminar í Norðurlandahúsinum 1990.
- 1991 – Færøerne: Identitetserkendelse og nationalisme i en rigspolitisk periferi. Nordatlantiske foredrag. Seminar í Norðurlandahúsinum 1989.
- 1991 – Trygging í Føroyum. Tryggingarsambandið Føroyar 50 ár. (Ritstj.)
- 1991 – Jóannes Patursson. Ein byrjan til eina politiska ævisøgu.
- 1993 – Politiska søga Føroya 1814-1906.
- 1993 – Ein kvistur spretti... Keldur til politisku søgu Føroya 1800-1906.
- 1993 – Tjóðskaparrørsla. Sum granskingarevni. Føroyar sum dømi. Fróðskaparrit 1992.
- 1993 – Føroyar á bretskum valdaøki fram til fyrra heimskríggj. Frændafundur. Fyrilestrar frá íslendsk-føroyskari ráðstevnu 1992. Reykjavík.
- 1993 – Problems Concerning the Earliest Settlement in the Faroe Islands. The Viking Age in Caithness, Orkney and the North Atlantic. Ed. Colleen Batey, Judith Jesch and Christoffer Morris. Edinburgh. s. 454-464.
- 1993 – The Faroe Islands. Medieval Scandinavia. An Encyclopedia. Ed. Phillip Pulsiano. New York & London. s. 184-186.
- 1993 – Historia – en översikt. Hasse Schröder: Färöarna – mer än fåglar. Uppsala.
- 1994 – Omkring formationen af en nation. Færøerne som unikt og komparabelt eksempel. Fróðskaparrit.
- 1994 – Ísland – land og ríki. Politiska søga Íslands.
- 1994 – Ideer og identitet. Færøerne og europæiske tidsbevægelser. Nordisk Historikerkongres. Oslo. Kongresrapport.
- 1994 – Sjórænarar og turkar.
- 1995 – Føroya søga 2. Skattland og len. Føroya Skúlabókagrunnur, Tórshavn.
- 1995 – Nólsoyar-Páll. Maðurin og samtíð hansara. Sosialurin.
- 1995 – Konsul í Føroyum. Umseting og kommentering av Henry Montagu Villiers: Charms of the Consular Career.
- 1995 – On the Formation of a Nation: The Faroe Islands. Ethnicity and Nation Building in the Nordic World. Ed. Sven Tägil. London. s. 63-84.
- 1995 – Færøerne og Norge. En tusindårig forbindelses begyndelse, forløb og afslutning. Norsk Historisk Tidsskrift nr. 1.
- 1995 – Nólsoyar-Páll – der Mann und seine Zeit. Tjaldur. Mitteilungsblatt des Deutsch-Färöischen Freundeskreises. Kiel. nr. 14, s. 14-20 og nr. 15, s. 6-16.
- 1995 – Die Krise der Unselbständigkeit im Nordatlantik. Tjaldur. Mitteilungsblatt des Deutsch-Färöischen Freundeskreises. Kiel. nr. 14, s. 7-13.
- 2000 – Føroya søga 3. Frá kongligum einahandli til embætisveldi. Føroya Skúlabókagrunnur, Tórshavn.
- 2000 – Hin lærdi skúlin í Havn, Sprotin.
- 2000 – Bretskur konsul í Føroyum, Sprotin.
- 2001 – Færingernes land – Historien om den færøeske nutids oprindelse, Multivers. (Redigeret af Steen Cold.)